# Jandaíra
Jandaíra este un oraș în statul Bahia (BA) din Brazilia.